# Сквер Кафедрального собора
Сквер Кафедрального собора (рум. Scuarul Catedralei) — центральный парк Кишинёва. Является одним из старейших парков города. Парк расположен на площади 9 гектаров, в парк имеется 8 входов. Парк был основан в 1836 году в момент, основание парка совпадало со строительством Кафедрального собора. Этот парк является одним из самых популярных мест в Кишинёве для прогулок и отдыха. В парке расположены Триумфальная арка и Кафедральный собор. Помимо этого в парке часто устраиваются различные ярмарки и мероприятия.

## История парка
Строительство парка практически совпало со строительством Кафедрального собора, который архитектор Авраам Мельников начал строить в 1830 году. Строительство завершилось в 1836 году, и с этого времени начали строить парк вокруг собора. Вскоре были построены дорожки, которые вели к Кафедральному собору, были посажены деревья и кустарники.
В 1840 году в парке была построена Триумфальная арка архитектором Лукой Заушкевичем в честь победы над Османской империей.
С начала основания парк был ограждён металлической сеткой, которую убрали лишь после вхождения территории Бессарабии в состав Румынии.
Во времена Великой Отечественной войны Кафедральный собор в парке был серьёзно повреждён, однако уже через год он был восстановлен по указу короля
Румынии Михая I.
После войны сквер был переименован в Парк Победы. В 1950-е года здесь была установлена ограда из низких тумб, натянутыми между ними цепями. Это была декоративная ограда. Также был отреставрирован Кафедральный собор, он был заново открыт в 1956 году и был внесён в список памятников культуры и архитектуры.
В 1962 году во времена правления Н. С. Хрущёва была взорвана колокольня Кафедрального собора. Официально она взорвана для того, чтобы ею никто не мог воспользоваться в качестве снайперской точки, чтобы обстреливать кабинеты чиновников в Доме правительства МССР. На месте колокольни была клумба с цветами. А над куполом здания Кафедрального собора был поставлен советский флаг. Кафедральный собор до 1989 года использовали как выставочный зал.
В 1970—1980-х годах в парке работали аттракционы, которые были снесены в 1986 году. На их месте был построен трёхъярусный фонтан, который снесли уже через два года после постройки.
В 1991 году здание Кафедрального собора приняло свой прежний облик. С 1992 года началась реставрация собора, а уже в 1996 году он был открыт для желающих. В 1997 году было восстановлено здание колокольни. Также в 1990-х годах были установлены павильоны для продажи цветов.

## Памятники культуры

### Кафедральный собор
Строительство Кафедрального собора началось по инициативе митрополита Гавриила Бэнулеску-Бодони. Он начал строиться 1830 году по проекту архитектора Авраама Мельникова. Он был построен в стиле классицизма. Данный собор представляет собой центрическое здание с четырьмя портиками по шесть колонн по фасадам. Собор венчает крупный купол. Этот купол напоминает больше мусульманский шатёр, нежели купол Православного храма на круглом барабане, который прорезан восемью световыми окнами.
С 1962 по 1991 годы собор работал в качестве выставочного зала Министерства культуры МССР. После реставрации собора под штукатуркой были обнаружены остатки старых росписей. Однако они не были восстановлены: стены были очищены от штукатурки и расписаны заново. Колокольня была взорвана в ночь на 23-24 января 1962 года и была восстановлена только в 1997 году. Новая колокольня немного выше той, которая была до 1962 года.

### Триумфальная арка
Триумфальная арка была сделана по проекту архитектора Луки Залушкевича в 1840 году. Она была построена в честь победы российской армии на Османской империей. На одной из сторон арки находятся часы. Внутри часов находится огромный колокол, весом в 6.4 тонны, который был отлит из турецких артиллерийских орудий. Эта арка была специально построена напротив собора: она представляла собой вход в собор. Также она является одним из входов в парк. В 1973 году началась реставрация Арки.
В советское время рядом с аркой была поставлена мемориальная с именами героев и главнокомандующих, которые воевали за освобождение Молдавии. В 1990-х годах мемориальная доска была снята. В 2012 году от генерала и ветерана Молдавской армии Николая Петрикэ поступило предложение о том, чтобы поставить рядом с аркой мемориальную доску с 200 участниками Войны в Приднестровье. Однако это предложение не получило поддержки.
14 октября 2011 года в день празднования Дня города в Кишинёве на Триумфальную арку было повешено два флага: молдавский и грузинский. Это было сделано для того, чтобы показать свои дружеские отношения с Грузией, а также для того, чтобы Кишинёв и Тбилиси стали городами-побратимами. В этот день в Грузию приехал мэр Тбилиси Георгий Угулава. Вместе с мэром Кишинёва Дорином Киртоакэ были подписаны соглашение о том, что оба города становятся побратимами. Это событие вызвало недоумение у жителей Кишинёва.

### Шахматы
8 августа 2012 года в парке была поставлена шахматная доска размером 4 на 4 метра, на которой были размещены фигуры высотой до 1 метра. Она была изготовлена представителями Национальной академии шахмат Молдавии. Стоимость доски обошлась в 30 тысяч леев (около 3 тыс. долларов). В сентябре 2012 года неизвестные украли двух коней с шахматной доски. Примар Кишинёва Дорин Киртоакэ пошутил, сказав, что «кони сбежали от дождя» и призвал воров вернуть коней на место. 2 октября 2012 года (участники группы «Вместе ради будущего») привели в парк двух живых коней: чёрного и белого и начали проводить акции протеста, повесили на коней надпись: «Кони вернулись благодаря принципам и ценностям». Участники акции сказали, что выделят деньги на новых коней. 14 октября 2012 года Драгош Мустяце сделал двух новых коней. 2 ноября 2012 года доска и фигуры исчезли из парка.